# Pilar Mateo Herrero
Pilar Mateo Herrero (València) és una química valenciana. Doctora en Ciències Químiques pel Consell Superior d'Investigacions Científiques i per la Universitat de València, la seua activitat científica s'ha centrat en productes d'alta tecnologia vinculats amb la pintura. És doctora honoris causa per la Universitat Anáhuac a Mèxic.
Va viure amb comunitats indígenes a Amèrica Llatina per conèixer les malalties que els afectaven i buscar la manera de solucionar-les. La seua investigació ha permés desenvolupar solucions al servei dels més necessitats. Ha patentat tecnologies amb polímers microencapsulats i pintures eficaces per controlar la Malaltia de Chagas que afecta uns 25 milions de persones al món. Ha portat la gestió de l'empresa familiar i de la seua pròpia empresa, i ha ocupat càrrecs a l'administració com a directora general de Cooperació al Desenvolupament de la Generalitat Valenciana entre 1999 i 2003 i com a directora de l'Agència Valenciana per a la Cooperació per al Desenvolupament en 2003. És Ambaixadora d'Honor de la Nació Guaraní, Presidenta del MOMIM (Moviment dones indígenes del Món) i Presidenta de la Fundació Ciència i Coneixement en Acció (CyCA).
Ha rebut diversos premis per les seues investigacions en el control de malalties endèmiques en concret del mal de Chagas: Premi Extraordinari del Ministeri de Defensa, Prix de l'Innovation de Tunísia, Medalla d'Or Gascó Oliag del Col·legi de Químics, Premi Unicef en Biologia i Medi Ambient, Premi a la Investigació i Diversificació Industrial, València Innovació de l'IMPIVA, entre d'altres. Per la tasca humanitària en defensa de les dones de les comunitats indígenes ha rebut el Premi Yo Dona, Premi 1r de Maig de la UGT, el Dona de l'Any de les Corts Valencianes, la Medalla d'Or al Mèrit Civil de Bolívia. L'any 2012 rebia la Distinció de la Generalitat Valenciana.